# 森菊蔵の早起きおじさん
森菊蔵の早起きおじさん（もりきくぞうのはやおきおじさん）は、かつてニッポン放送の土曜日朝の時間帯で放送されていたラジオ番組。パーソナリティは作詞家の森菊蔵。放送期間は1973年10月12日から1974年3月30日まで。

## 放送時間
- 毎週土曜日　5:00～7:00

## 出演者
- パーソナリティ:森菊蔵

## 概要
当番組は1972年4月8日にスタートした『森菊蔵ショウ』の後継番組である。パーソナリティは引き続き森菊蔵が担当した。

## 内包番組
5時00分～6時00分
- ニュース・天気予報

6時00分～7時00分
- ニュース・天気予報
- 心の灯